# Bomet County
Bomet County (voorheen Bomet district) is een county in Kenia.  Het district telde 382.794 inwoners in 1999 en had een bevolkingsdichtheid van 203 inw/km². Ongeveer 1,7% van de bevolking leeft onder de armoedegrens en ongeveer 53,0% van de huishoudens heeft beschikking over elektriciteit.

## Geboren
- Faith Chepngetich Kipyegon (1994), atlete (olympisch kampioene 1500 m 2016)